# Cyathea salletii
Cyathea salletii là một loài dương xỉ trong họ Cyatheaceae. Loài này được Tardieu & C.Chr. ex C.Chr. & Tardieu mô tả khoa học đầu tiên năm 1934.
Danh pháp khoa học của loài này chưa được làm sáng tỏ. 